# أنجليكية
الأنجليكية أو الأنجليكانية (بالإنجليزية: Anglicanism)‏ هي كنائس بروتستانتية العقيدة، تضم كنيسة إنجلترا والكنائس التي ترتبط بها تاريخيًا، أو تحمل معتقدات ذات صلة وثيقة بها، مثل كنيسة كندا الأنجليكانية والكنيسة الأسقفية البروستانتية في أميركا وكنيسة اسكتلندا الأسقفية. يعود تاريخها إلى القرون الوسطى، وتكتب باللاتينية ecclesia Anglicana وتعني حرفياً: الكنيسة الإنجليزية. تستخدم لوصف الناس والمؤسسات والكنائس فضلًا عن التقاليد الدينية والطقوسية والمفاهيم المتقدمة التي أنشئت في كنيسة إنجلترا الأنجليكانية والكنائس الأنجليكانية المستمرة (أي الجماعات المنتسبة لمجموعة من الكنائس المستقلة التي انفصلت عن الاتحاد الأنجليكاني نتيجة للاختلافات المذهبية والطقسية مع مختلف الدول). في بعض أجزاء العالم، تعرف الأنجليكانية بالأسقفية. الإيمان الأنجليكاني هو واحد من أكبر العقائد البروتستانتية. الكنيسة الأنجليكانية تعتبر نفسها جزءًا من الكنيسة الواحدة الجامعة المقدسة الرسولية، كما وأن البعض منهم يعتبرون كنيستهم كاثوليكية وتم إصلاحها.
لبعض المؤمنين بهذه العقيدة، فهي تمثل الكاثوليكية غير البابوية، للآخرين تعتبر بروتستانتية بدون أي شخص مهيمن مثل لوثر وكالفين، نوكس، أو يسلي. ولكن كثير من الأنجليكانيين يهتمون بالهوية الذاتية ويعتبرونها تمثل مزيجاً من الاثنين. المشاركة الواسعة هي بشكل لاهوتي وأحياناً متباينة الانتماء بين الثمانية والثلاثين محافظة الذين يتواصلون مع رئيس أساقفة كانتربيري. الأنجليكانية هي من أكبر الطوائف المسيحية في العالم، وفيها حوالى 73 مليون عضو.

## التاريخ

### قبل الإصلاح
الإنجليكانيين تقليديًا يؤرخون نشأة كنيستهم في انكلترا لأول كبراء أساقفة كانتربري، القديس اوغسطين في نهاية القرن السادس.لكن المصادر في مجلس الكنيسة تمتد إلى أبعد، بعد أن اكتسبت المسيحية أول موطئ قدم أثناء الاحتلال الروماني قبل القرن الخامس ربما منذ القرن الأول. أول شهيد مسيحي سجل في بريطانيا هو القديس ألبان، الذي يُعتقد أنه عاش في أوائل القرن الرابع، وله أهمية في هاغيوغرافية الانغليكان تتجلى في عدد من كنائس الابرشية الذي هو لها الراعي. الانجليكانيين الأيرلنديين أيضا يحددون أصولهم إلى تأسيس القديس الراعي لايرلندا المسيحية (القديس باتريك) وهو بريطاني روماني جاء قبل المسيحية الانجلوسكسونية. الأنجليكانيين ينظرون إلى السلتية المسيحية على أنها سبّاقة لكنيستهم، ومنذ إعادة تأسيس المسيحية في أوائل القرن السادس جاءت عن طريق المبشرين الأيرلنديين والاسكتلنديين وخاصة القديس باتريك، والقديس كولومبا.

### الإصلاح
بينما يعترف الانجليكانيين بأنهم نبذوا السلطة البابوية على يد هنري الثامن وتحولوا إلى كنيسة إنجلترا القائمة ككيان مستقل، هم لا يزالون يؤكدون على استمرارية الكنيسة الحالية مع كنيسة ما قبل الإصلاح. بغض النظر عن العادات والصلوات الخاصة (مثل طقوس ساروم)، إلا أن الآلية التنظيمية لكنيسة إنجلترا كانت موضوعة في مكانها من وقت سينود من هرتفورد في 672-673 عندما استطاع مجلس الأساقفة لأول مرة من العمل كشخص واحد تحت قيادة رئيس اساقفة كانتربري.
إن أثر قانون هنري لضبط العمل في الاستئناف (1533)، وأعمال السيادة (1534) كان لمجرد إعلان بأن التاج الإنكليزي هو «أعلى سلطة على الأرض لكنيسة إنكلترا، سميت Anglicana ecclesia» وإن أسقف روما ليس لديه «أي سلطة إضافية في إنكلترا من أي أسقف أجنبي.». إصدار التسع والثلاثون مادة للدين وصدور قوانين التوحيد توجت المستوطنة الدينية الاليزابيثية وأنتجت في كنيسة كانت كاثوليكية وأيضاً مُصْلَحَة، مع التاج الإنكليزي (ومن ثم البريطاني) هو الحاكم الأعلى.
الإصلاح الإنكليزي في البداية كان مدفوعًا لأهداف هنري الثامن الذي في سعيه للحصول على قرينة التي ستحمل له الوريث الذكر، ولكن وجد هذا وسيلة لإحلال سيادة التاج البريطاني بدل السيادة البابوية.
حين يتم فحص القوانين الأولى عن قرب، يُقترَح أنه لم يكن في نية هنري تأسيس كنيسة جديدة. وهو على دراية كافية أن التاريخ سيعرف أن السلطات التي كان يطالب بها كانت هي تلك التي مارسها ملوك أوروبا على الكنيسة في الملاك منذ وقت قسطنطين العظيم وأن ما تغير منذ ذلك الحين حتى وقته كان نمو قوة البابوية.
القوانين الأصلية رأت أن تعكس ذلك وتضع هنري على رأس الكنيسة. التشريعات اللاحقة لوضع أشياء بروتستانتية على جدول أعمال هنري. تقديم فكرة نسخة جديدة مترجمة للإنجيل في 1538 باللغة الإنكليزية أدى إلى ترجمة واسعة لعدد كبير من الكتب، كما أن حل الأديرة في سنة 1540 أدى إلى كميات كبيرة من أراضي الكنيسة والممتلكات أن تصبح تحت سلطة التاج، وفي النهاية يصب في مصلحة مجلس النبلاء.
أنشأت هذه المصالح، التي تقدم حافزًا قويًا، لدعمٍ مادي لكنيسة مسيحية مستقلة في إنجلترا تحت سيادة التاج. وبحلول 1549، قامت عملية خلق جديدة ومتميزة تماما لكنيسة وطنية بالبدأ خلال نشر أول كتاب للصلاة، The Book of Common Prayer، وتنفيذ تشريعات التوحيد، الذين قاموا باحلال اللغة الإنكليزية كلغة رسمية لشؤون العبادة.
خلال العهد القصير لـ ادوارد السادس، ابن هنري، اتجهت كنيسة إنجلترا كثيراً نحو البروتستانتية وكان هذا واضح في وضع كتاب صلاة ثاني (1552) وفي المقالات التسعة والثلاثين لمواد الدين (الاصل اثنان واربعون). وقد انعكس هذا الإصلاح فجأة في عهد الملكة ماري، التي كانت كاثوليكية، حين قامت باعادة تثبيت السيادة البابوية.
فقط خلال عهد الملكة إليزابيث الأولى كانت كنيسة إنجلترا كنيسة مُصْلَحَة كاثوليكية تتضمن جوانب من اللاهوت البروتستانتي.

### بعد الإصلاح

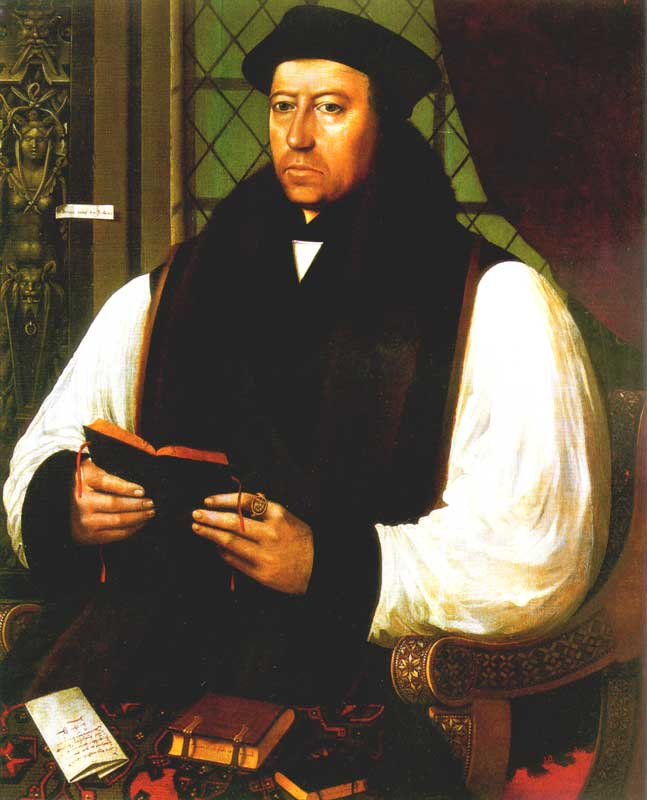
توماس كرانمر (1489–1556)، رئيس اساقفة كانتربري والمحرر الرئيسي لأول وثاني كتاب صلاة في عهد هنري الثامن.

في القرن السادس عشر كانت الحياة الدينية هي جزء هام من الاسمنت التي عقدت المجتمع مع بعضه البعض، وشكلت قاعدة هامة لتوسيع ودعم السلطة السياسية. كما أن الاختلاف في الدين في ذلك الوقت كان قد يؤدي إلى الاضطرابات المدنية على الأقل، الخيانة والاحتلال الأجنبي، بوصفها التهديدات الحقيقية.طريقة اليزابيث في حل مشكلة اراقة الدماء من أجل الدين كانت في توحيد ديني الذي أصبح واضحاً بشكل كبير حينما تمت تنمية كتاب صلاة مشتركة في 1559. هذه النسخة من كتاب صلاة جمعت بين العناصر الكالفينية البروتستانتية 1552 والنسخة التقليدية من ساروم القداس الكاثوليكي، 1549. مراجعة كتاب الصلاة كانت مدعومة عن طريق تنقيح تشريعات مواد الدين وأيضاً فيما يتعلق بأثواب التقديس والقداس. هدف اليزابيث كان هو إنشاء كنيسة ذات شكل عبادة ثابت التي فيها الجميع ينتظر ان يشارك، وأيضاً نظام عقائدي الذي يجب أن يكون قادرا على تقديم مجال ثيولوجي واسع لكي يستطيع الجميع ان ينظموا إليه.
معظم السكان قبلوا فكرة اليزابيث بدرجات متفاوتة من الحماس أو الاستقالة، ولكن المقاومة البروتستانتية (ما يسمى المتشددون) واولئك الذين ما زالوا يعترفون بسيادة البابويه عارضوا الفكرة، والشقوق في وحدة الواجهة الدينية في إنجلترا بدأت بالظهور. في القرن اللاحق، في خلال عهود جيمس الأول وشارلز الأول، وفي الحرب الأهلية الإنكليزية وفي محمية اوليفر كرومويل، صار هناك تحولات كبيرة ذهابا وايابا بين فصيلين: المتشددون (و آخرون متطرفون) الذين ارادوا إصلاح واسع النطاق، وبين الكهنة الأكثر محافظة الذين ارادوا ابقاء بقرب المعتقدات والممارسات التقليدية.
ولعدة قرون قادمة، في عهد جيمس الأول وتشارلز الأول، انتهاءً بالحرب الأهلية الإنكليزية وتولي اوليفر كرومويل الحكم، كان هناك تأرجح بالرأي بين فريقين: بعض المتعصبين دينياً الذين ناشدوا باعادة تشكيل بعض المعتقدات الدينية، والفريق الآخر من الاسخاص المحافظين الذين فضلوا الحفاظ على التقاليد والعادات الدينية.
ان عدم قبول السياسيين والاكليريين «الكنسيين» بما ناشد به المتعصبون كان من أحد الأسباب لنشوب الحرب. حسب المقاييس العالمية، ان العنف لأسباب دينية لم يكن مرتفع لكن الإصابة شملت الملك تشارلز الأول ورئيس الاساقفة وليام لاود في كانتربري " Canterbury".
تحت محمية كومون ويلث انكلترا "the Protectorate of the Commonwealth of England " من 1649 إلى 1660، لم يٌعترف بالكنيسة الانغليكانية، أٌلحقت المشايخ الكنسية بالنظام الاسقفي، وقد تم استبدال بنود القانون بأعتراف من الوزارة الغربية، وقد تم ابدال كتاب الصلوات الاعتيادي عن طريق قسم العبادة. بالرغم من ذلك ربع الكهنة الإنكليز رفضوا الموافقة.
وبعد عودة الملك تشارلز الثاني، عادت الانغليكانية أيضاً إلى عهد مشابه كثيرا لما كانت عليه أيام الحكم الاليزابثي. ان أحد الاختلافات هو ان فكرة شمل الإنكليز كلهم لمنظمة دينية واحدة قد تم الغائه. ان المواقع الدينية لانكلترا وٌضعت على الشكل التالي: الكنيسة الانغليكانية في الوسط والكنيسة الكاثوليكية التي عارضت مؤسسي الانغليكانية وبسبب صعوبة دمج الاثنين اضطرت إلى أن تٌكمل مسيرتها خارج الكنيسة الوطنية بدلا من السيطرة عليها. العهد الاليزابثي فشل في مصالحة جميع الأطراف في انكلترا وترك الناس الذين في الجزر الإنكليزية. مع ذلك ان الانغليكانية منتشرة الآن في جميع أنحاء العالم وان انتشارها كان مخالف لجميع التوقعات في القرن 16 و 17.

### انتشار الانغليكانية خارج انكلترا
كان تأريخ الكنيسة الانغليكانية منذ القرن 17 هو الاعظم جغرافياً والأوسع ثقافةً والتنويع، إضافة إلى التنويع اللتروجي واللاهوتي.
في نفس الوقت من الإصلاح الإنكليزي، كنيسة أيرلندا كانت منفصلة عن روما واتخذت بنود القوانين الايمانية كالبنود التسعة والثلاثين لانكلترا.
مع ذلك لم تستطع الكنيسة الانغليكانية ان تؤثر على وفاء أغلبية الجموع الذين ضلوا متمسكين بالكنيسة الكاثوليكية.
في بداية 1582، تم افتتاح الكنيسة الاسقفية الاسكتلندية عندما ناشد جيمس السادس ملك اسكتلندا باعادة تقديم الاساقفة حيث عادت الكنيسة الاسكتلندية إلى مشايخ الكنيسة كلياً. ساعدت الكنيسة الاسقفية الاسكتلندية على تكوين الكنيسة الاسقفية في الولايات المتحدة الأمريكية عن طريق تكريس الاسقف الأول «صموئيل سيبري» في مدينة ابردين "Aberdeen" الاسكتلندية، حيث تم رفض تكريسه من اساقفة انكلترا لعدم قدرته على أخذ نذر الطاعة للعرش الإنكليزي المقرر لتكريس الاساقفة. قررت الكنائس الاسكتلندية والأمريكية وغيرها من الكنائس التي نشأت منها أن تفصل نظامها عن الكنائس التي نشات من الكنيسة الإنكليزية، على سبيل المثال لعدم الارتباط الوثيق لهذه الكنيسة بالحكومة الإقليمية ووجود اسقف ليترأسها بدلاص من المطران أو رئيس الاساقفة. ان كنائس اسكتلندا وأمريكا اوحت بالاسم الانغليكاني للكنائس وهذا الاسم معروف الآن في هذة المناطق وفي جميع أنحاء العالم.

درع الكنيسة الانغليكانية في أستراليا.

الكنيسة الانغليكانية في أستراليا، خلال الوقت الذي تم إصلاح أربعة ابرشيات ويليزية حيث أصبحوا جزء من مقاطعة كانتربيري، وبقت كذلك حتى سنة 1920 إلى أن انشأت الكنيسة في ويلز العقيدة الانغليكانية. ان الاهتمام الشديد بالعقيدة الدينية كان ما يميز الكنيسة في ويلز في القرن18 و 19، ولكن هذا لم يكن موجود في القرن 16، لذلك الكثير من الناس تماشوا الويليزيون مع الإصلاح الجديد لان الحكومة الإنكليزية كانت قوية بما فيه الكفاية لكي تفرض ما تتمنى على ويلز.
انتشرت الانغليكانية في الجزر البريطانية عن طريق الهجرة والحملات التبشيرية. من المنظمات التبشيرية USPG المعروفة بجمعية نشر الكتاب المقدس في المناطق الاجنية، وجمعية نشر التعليم المسيحي SPCK، ومجتمع الكنيسة التبشيرية CMS، الذين تأسسوا في القرن 17 و 18 لجلب المسيحية الانغليكانية إلى المستعمرات الإنكليزية. في القرن التاسع عشر، مثل هذه الرحلات التبشيرية توسعت في مناطق أخرى من العالم. ان الليتورجيا والنظام اللاهوتي لهذه الرحلات التبشيرية كان متنوع، فعلى سبيل المثال تأثرت ال SPG بأنبعاث الكنيسة الكاثوليكية في انكلترا، بينما تأثرت ال CMS بالكنيسة الانجيلية عند تاسيسها. نتيجة لهذا كله أصبح الايمان والليتورجيا ونظام الكنائس في البلاد انعكاساً للتنوع الذي حصل في هذه الكنائس.
الكنيسة الانغليكانية في اوتياروا " Aotearoa " أي نيوزلند، ان نشوء «التوأم» أي الكنيسة الانغليكانية الانجيلية والكاثوليكية في القرن 19 كان له تاثير كبير. حيث تمت تحولات كبيرة كالغاء العبودية وتشريع قانون رعاية الأطفال ومنع الكحول وتطوير المجال الصحي والتعليمي للشعب. وان من أكثر التطورات التي تشد الانتباه كانت تكوين الجيش الكنسي والرعاية الانجيلية والاجتماعية المتزامنة مع الايمان والليتورجيا. ان الانبعاث الكاثوليكي وبصورة باعثة للجدل كان له تاثير واسع. حيث اثرت في ليتورجيا الكنيسة الانغليكانية حيث ارجعت القربان المقدس ليكون في الطقس اليومي، واعادة استخدام ملابس الكاهن، وبعض الطقوس الدينية وأعمال الايمان كتقديس وتكريم القربان المقدس، حيث كانت ممنوعة في الكنيسة الإنكليزية وغيرها من الكنائس التي خرجت منها. وكان للكنيسة الكاثوليكية تاثير في الفكر اللاهوتي للانغليكانية وخصوصاً عند التفاعل الاجتماعي بين شخصيات من الكنيسة الانغليكانية والكاثوليكية كفريدرك دنيسون موريس
" Frederick Denison Maurice"
و تشارلز كور " Charles Gore" ووليام تيمبل
" William Temple".
اتسم التاريخ الانغليكاني الحالي بتنوع أكبر وواجه التقليد الانغليكاني اللاهوتي بعض من عدم الموافقة، البعض منها جوهري، وبعض ظهورات ما بعد المستعمرات التي تعاني صراع مع العقل الكنسي.